# Erin O'Brien-Moore
Erin O'Brien-Moore (Los Angeles, 2 maggio 1902 – Los Angeles, 3 maggio 1979) è stata un'attrice statunitense, attiva a teatro, sul grande schermo e in televisione.

## Biografia

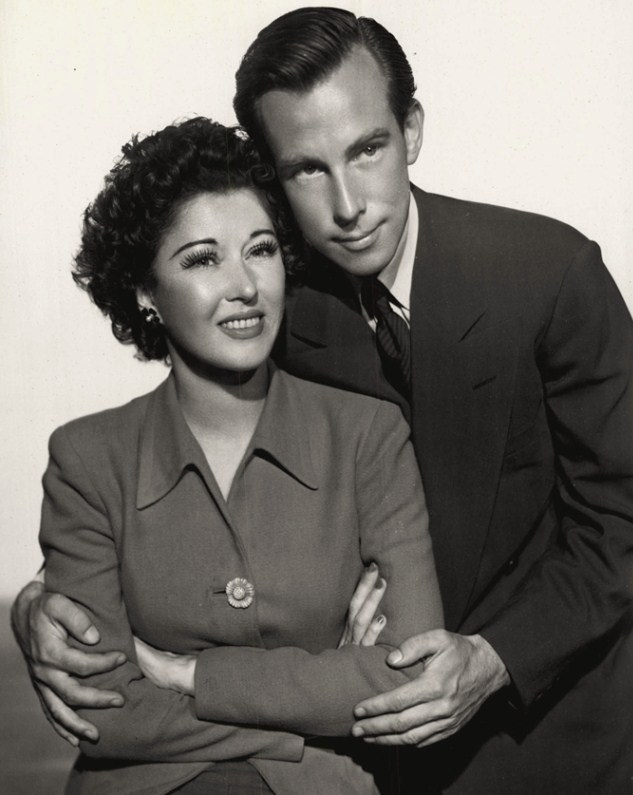
Con Whit Bissel nell'opera teatrale The Hasty Heart (1946).

Iniziò come attrice di teatro a metà degli anni venti, partecipando a diverse produzioni di Broadway tra cui Street Scene di Elmer Rice in cui ottenne un buon successo nel ruolo di Rose Moran. L'esordio al cinema avvenne nel 1934 con His Greatest Gamble di John S. Robertson, a cui seguirono film come Un angolo di paradiso dello stesso Robertson (1935), L'aratro e le stelle di John Ford (1936), Legione nera di Archie Mayo (1937) e Emilio Zola di William Dieterle (1937) in cui interpretò il ruolo di Nanà, la prostituta che ispirò lo scrittore francese per l'omonimo romanzo.
La promettente carriera dell'attrice venne interrotta bruscamente nel 1939, quando rimase coinvolta nell'incendio scoppiato in un ristorante riportando lesioni che la costrinsero all'inattività fino alla fine degli anni quaranta. Dopo numerosi interventi di ricostruzione e chirurgia plastica riprese quindi a lavorare sia a teatro che al cinema e iniziò a comparire in episodi di serie televisive tra cui General Electric Theater, Alfred Hitchcock presenta, Perry Mason e soprattutto a tutte le stagioni della soap opera Peyton Place, nella quale interpretò il ruolo della capo infermiera Esther Choate.
Morì a causa di un cancro il 3 maggio 1979 al Motion Picture Country Hospital di Los Angeles.

## Vita privata
Fu sposata dal 1936 al 1946 con lo scrittore e giornalista dell'Associated Press Mark Barron.

## Filmografia

### Cinema

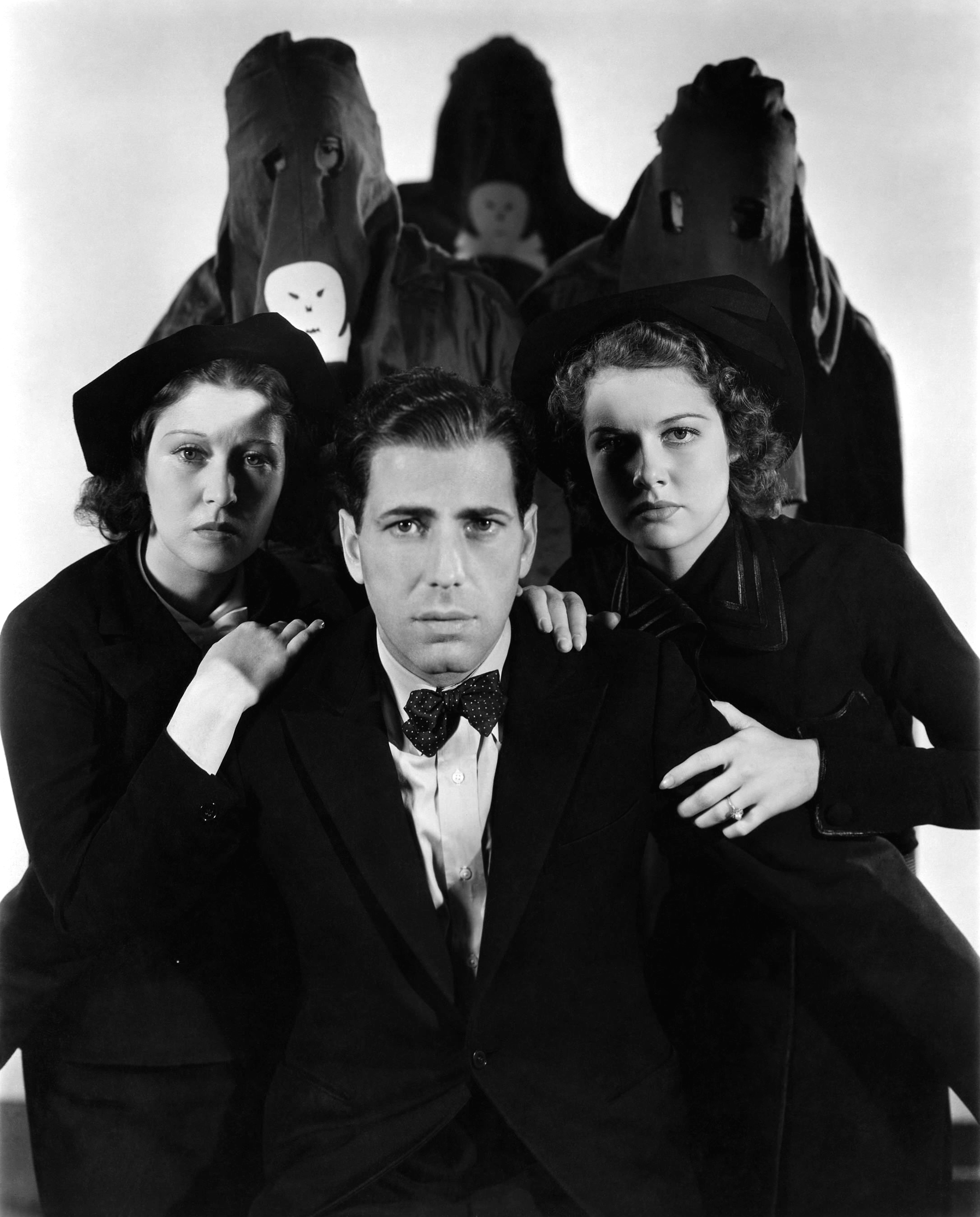
Con Humphrey Bogart e Ann Sheridan in Legione nera (1937).

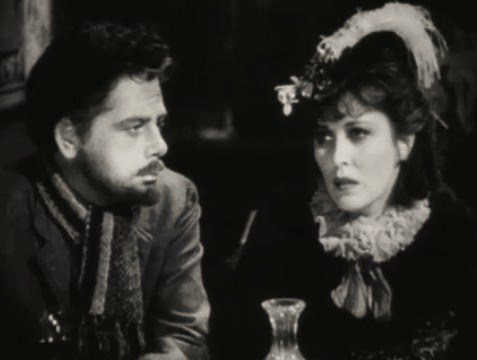
Con Paul Muni in Emilio Zola (1937).

- His Greatest Gamble, regia di John S. Robertson (1934)
- Dangerous Corner, regia di Phil Rosen (1934)
- Piccoli uomini (Little Men), regia di Phil Rosen (1934)
- Un angolo di paradiso (Our Little Girl), regia di John S. Robertson (1935)
- Espresso aerodinamico (Streamline Express), regia di Leonard Fields (1935)
- Seven Keys to Baldpate, regia di William Hamilton e Edward Killy (1935)
- Two in the Dark, regia di Benjamin Stoloff (1936)
- Il segreto di Joko (The Leavenworth Case), regia di Lewis D. Collins (1935)
- Ring Around the Moon, regia di Charles Lamont (1936)
- Il fantino di Kent (The Ex-Mrs. Bradford), regia di Stephen Roberts (1936)
- L'aratro e le stelle (The Plough and the Stars), regia di John Ford (1936)
- Legione nera (Black Legion), regia di Archie Mayo (1937)
- La luce verde (Green Light), regia di Frank Borzage (1937)
- Emilio Zola (The Life of Emile Zola), regia di William Dieterle (1937)
- Uomini sulla Luna (Destination Moon), regia di Irving Pichel (1950)
- The Family Secret, regia di Henry Levin (1951)
- Il mare dei vascelli perduti (Sea of Lost Ships), regia di Joseph Kane (1953)
- Il mostro della via Morgue (Phantom of the Rue Morgue), regia di Roy Del Ruth (1954)
- La lunga linea grigia (The Long Gray Line), regia di John Ford (1955)
- I peccatori di Peyton (Peyton Place), regia di Mark Robson (1957)
- Come far carriera senza lavorare (How to Succeed in Business Without Really Trying), regia di David Swift (1967) - non accreditata

### Televisione
- The Philco Television Playhouse – serie TV, episodio 1x01 (1948)
- NBC Presents – serie TV, episodio 2x05 (1949)
- The Ruggles – serie TV, 13 episodi (1949-1952)
- Hollywood Opening Night – serie TV, episodio 2x15 (1953)
- Chevron Theatre – serie TV, episodio 2x02 (1953)
- General Electric Theater – serie TV, episodio 1x01 (1953)
- Waterfront – serie TV, episodio 2x06 (1954)
- The Ford Television Theatre – serie TV, episodio 3x15 (1955)
- Letter to Loretta – serie TV, episodio 2x21 (1955)
- Cavalcade of America – serie TV, episodio 3x21 (1955)
- Lux Video Theatre – serie TV, episodio 5x41 (1955)
- Schlitz Playhouse of Stars – serie TV, episodio 5x05 (1955)
- Frida (My Friend Flicka) – serie TV, episodio 1x35 (1956)
- Dr. Hudson's Secret Journal – serie TV, episodio 1x21 (1957)
- Matinee Theatre – serie TV, episodio 3x100 (1958)
- The Phil Silvers Show – serie TV, episodio 4x04 (1958)
- The Chevy Mystery Show – serie TV, episodio 1x13 (1960)
- Alfred Hitchcock presenta (Alfred Hitchcock Presents) – serie TV, episodio 6x31 (1961)
- Window on Main Street – serie TV, episodio 1x01 (1961)
- Disneyland – serie TV, episodi 9x10-9x11 (1962)
- Going My Way – serie TV, episodio 1x24 (1963)
- Dennis the Menace – serie TV, episodio 4x30 (1963)
- Perry Mason – serie TV, episodio 7x04 (1963)
- Sotto accusa (Arrest and Trial) – serie TV, episodio 1x21 (1964)
- Il ragazzo di Hong Kong (Kentucky Jones) – serie TV, episodio 1x14 (1965)
- Kronos - Sfida al passato (The Time Tunnel) – serie TV, episodio 1x16 (1966)
- Peyton Place – soap opera, 82 puntate (1965-1969)
- Adam-12 – serie TV, episodio 3x04 (1970)